# Station Antony
Antony is een station van het RER-netwerk. Het station ligt aan RER B en is vernoemd naar de plaats Antony (Hauts-de-Seine). In die plaats ligt tevens het station. Het station wordt onder andere gebruikt als overstap tussen de RER en de Orlyval, een automatische lightrail die passagiers van luchthaven Orly af- en aanvoert.

## Korte geschiedenis
- 1937: Geopend aan de ligne de Sceaux
- 1977: Station werd onderdeel van RER B
- 2 oktober 1991: OrlyVAL werd geopend en er ontstond een overstapmogelijkheid tussen RER B en de shuttledienst

## Lijnen langs het station
- Orlyval
- RER B

## Vorige en volgende stations
| Richting                    | Vorig station     | Lijn    | Volgend station   | Richting                                             |
| --------------------------- | ----------------- | ------- | ----------------- | ---------------------------------------------------- |
| Saint-Rémy-lès-Chevreuse B4 | Fontaine-Michalon | RER B   | La Croix de Berny | Aéroport Charles de Gaulle 2 TGV B3 Mitry - Claye B5 |
| Eindpunt                    | Eindpunt          | Orlyval | Gare d'Orly-Ouest | Gare d'Orly-Sud                                      |